# Pingwin Pik-Pok

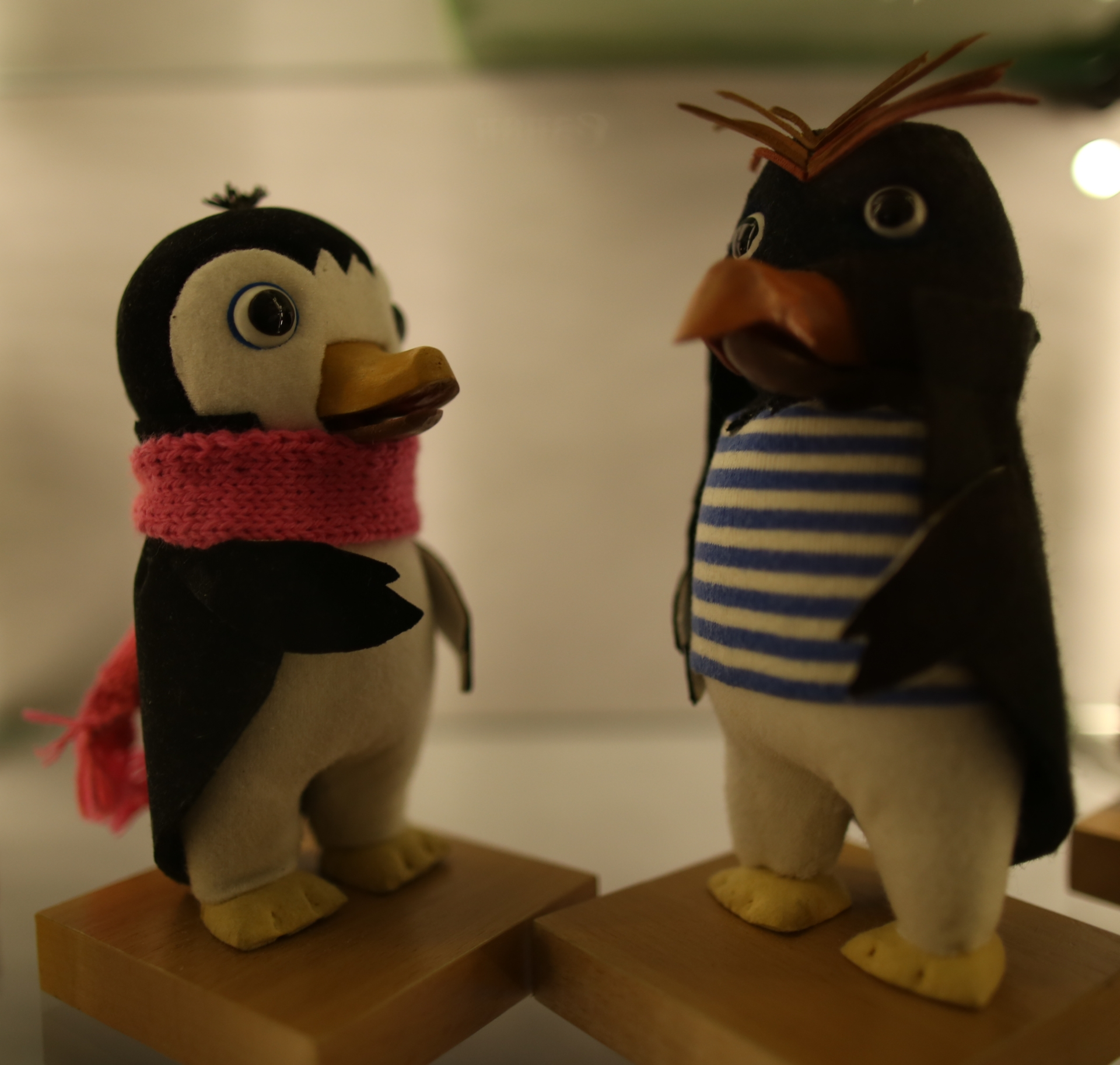
Pik-Pok i jego przyjaciel Nicpoń – lalki z serialu Mały pingwin Pik-Pok prezentowane w ramach ekspozycji w Muzeum Dobranocek w Rzeszowie.

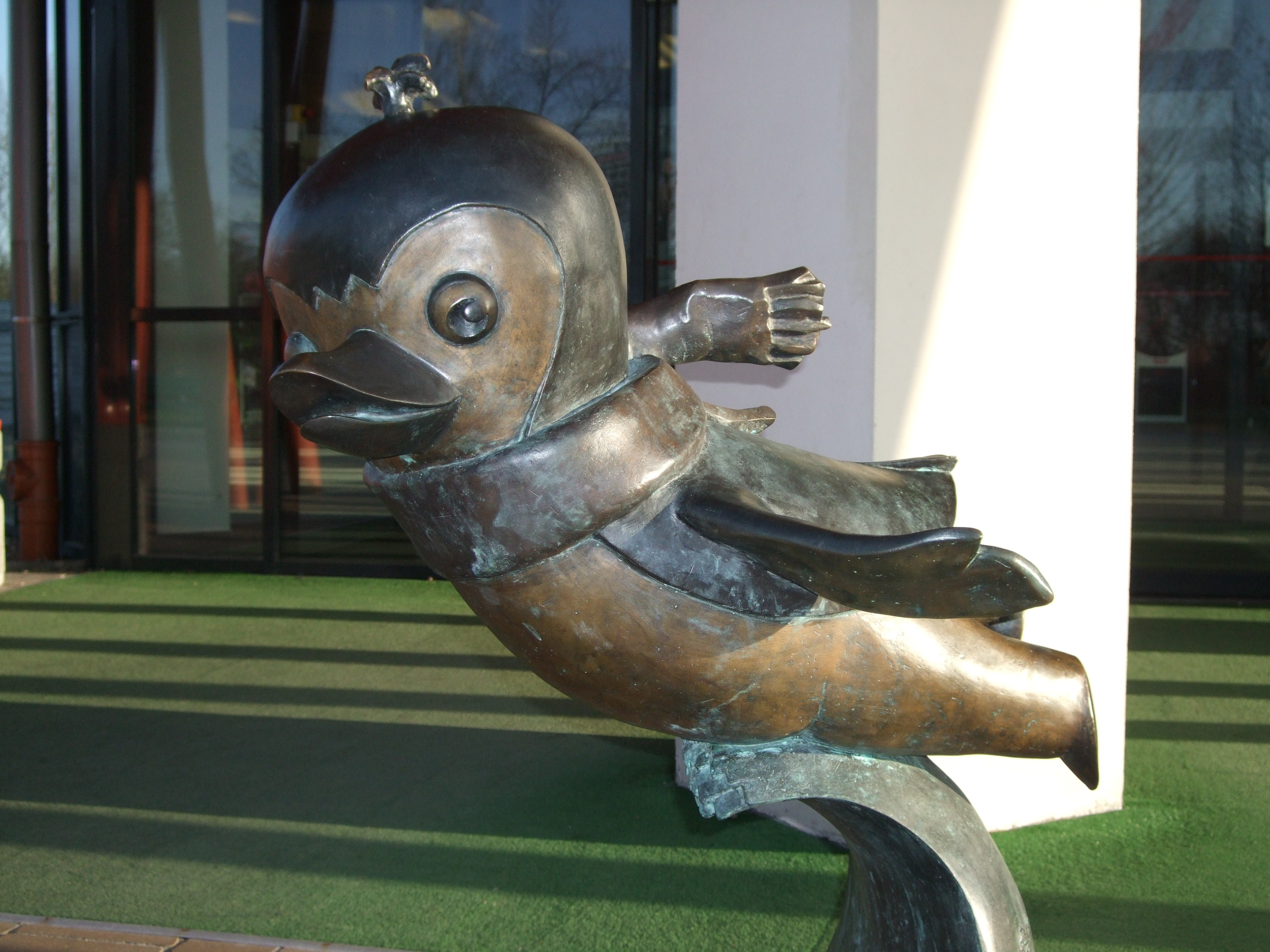
„Rzeźba Małego Pingwina Pik-Poka” stojąca przed kąpieliskiem „Fala” w Łodzi.

Pingwin Pik-Pok – bohater książki Adama Bahdaja pt. Mały pingwin Pik-Pok (wyd. 1969) i zrealizowanego w Se-ma-forze animowanego serialu lalkowego o tym samym tytule. Bohaterem jest pingwinek, który ma dość siedzenia na Wyspie Śniegowych Burz i postanawia zwiedzić świat. Serial realizowano w latach 1988–1992 i miał 26 odcinków. Projektantem postaci oraz opiekunem artystycznym serii był Tadeusz Wilkosz. Narratorem i interpretatorem dialogów w serii jest Joanna Stasiewicz. Pik-Pok pojawił się również w spektaklu telewizyjnym Przygody Pingwina Pik-Poka z 1982 w reż. Włodzimierza Fełenczaka.
23 września 2010 odsłonięto pomnik Pik-Poka będący częścią szlaku turystycznego Łódź Bajkowa. Odsłonięcie zainaugurowało rozpoczęcie pierwszego Se-Ma-For Film Festival. 5 listopada 2010, Urząd Miasta Łodzi emitował monetę kolekcjonerską (żeton) z wizerunkiem Pik-Poka według projektu Pawła Wojtczaka w ramach serii Dukaty Bajkowe.
Lalki (kukiełki) Pingwina Pik-Poka znajdują się między innymi w ekspozycji Muzeum Dobranocek w Rzeszowie.